# درونینگ پول
درونینگ پول (به انگلیسی: Drowning Pool) یک گروه هوی متال آمریکایی از دالاس تگزاس است که در سال ۱۹۹۶ تشکیل شد. اعضای کنونی درونینگ پول سی.جی. پیرس (گیتار)، استیوی بنتون (بیس)، مایک لوس (درامز) و جیزن مورنو (خواننده) هستند.
در سال ۲۰۰۲ و یک‌سال پس از انتشار اولین آلبوم گروه به نام گناهکار، اولین خوانندهٔ گروه دیو ویلیامز بر اثر بیماری قلبی درگذشت. در سال ۲۰۰۳ جیسون جونز جایگزین دیو شد ولی به علت تفاوتهای غیرقابل جبران در نحوه اجرا، تنها در آلبوم دوم همراه گروه بود و در سال ۲۰۰۵ درونینگ پول را ترک کرد. رایان مک‌کومبز از گروه سویل (به انگلیسی: SOiL) جایگزین جیسون شد و دو آلبوم با درونینگ پول منتشر کرد. رایان مک‌کومبز سال ۲۰۱۱ گروه را ترک کرد و به گروه سویل بازگشت تا این‌که در سال ۲۰۱۲ جیزن مورنو جایگزین او شد.

## دوره دیو ویلیامز
این گروه زمانی به شهرت رسید که همراه با آزی آزبورن در تور آزفست شرکت کردند. آلبوم اول آنها، گناهکار، در عرض شش هفته گواهی پلاتینوم دریافت کرد.
در ۱۴ آگوست سال ۲۰۰۲، جسد ویلیامز در اتوبوس تورش پیدا شد. او بر اثر یک بیماری قلبی ناشناخته مرده بود. سخنگوی رئیس دفتر پزشکی منطقه ویرجینیای شمالی اظهار داشته بود که دیوید، از یک نوع بیماری قلبی رنج می‌برده است.

## اعضا

### اعضای کنونی
جیزن مورنو: خواننده اصلی (۲۰۱۲–تا کنون)
استیوی بنتون: بیس، خواننده (۱۹۹۶–تا کنون)
سی.جی. پیرس: گیتار، خواننده (۱۹۹۶–تا کنون)
مایک لوس: درامز، پرکاشن (۱۹۹۶–تا کنون)

### اعضای پیشین
دیو ویلیامز: خواننده اصلی (۱۹۹۹–تا ۲۰۰۲)
جیسون جونز: خواننده اصلی (۲۰۰۳–تا ۲۰۰۵)
رایان مک‌کومبز: خواننده اصلی (۲۰۰۵–تا ۲۰۱۱)